# هان تشاو
هان تشاو هو لاعب كرة قدم صيني، ولد في 31 يناير 1989 في لويانغ في الصين. لعب مع نادي شانغهاي إس آي بي جي ونادي هينان جيانيي.